# Буссе, Константин Францевич
Константи́н Фра́нцевич Буссе́ (7 июня 1840 — 30 июля 1906, Александрия) — русский архитектор, автор комплекса зданий Никольского греческого монастыря в Москве.

## Биография
В 1866 году окончил Императорскую Академию художеств со званием неклассного художника архитектуры. Имел в Москве частную архитектурную практику. В 1885 году открыл собственный Строительно-чертёжный кабинет. Скончался в Египте в 1906 году, похоронен в Александрии.

## Проекты и постройки в Москве
- Доходный дом И. В. Патрикеева (1878, Арбат, 53, стр. 6, во дворе), ценный градоформирующий объект[2];
- Городская усадьба (1880, Подсосенский переулок, 23), объект культурного наследия регионального значения[2]. Второй этаж, подлинные перекрытия и ряд архитектурных элементов разрушены и заменены новоделом в 2013 году[3];
- Жилой дом А. П. Гуськова с магазинами (1889, Большой Козловский переулок, 1), ценный градоформирующий объект[2];
- Доходный дом (1890-е, Рождественский бульвар, 15);
- Ограда (1893, Подсосенский переулок, 15);
- Торговый дом А. Г. Хаджи-Консты (1891, Большой Черкасский переулок, 4), ценный градоформирующий объект[2];
- Никольский («Никола Старый») греческий монастырь, совместно с Г. А. Кайзером (1895—1901, Никольская улица, 11—13), объект культурного наследия регионального значения[2]
- Западный придел Успенского собора (1897, Московский Кремль)[4].